# Kitadzsima Kószuke
Kitadzsima Kószuke (北島 康介; Hepburn: Kitajima Kōsuke; Tokió, 1982. szeptember 22. –) négyszeres olimpiai bajnok, háromszoros világbajnok és hétszeres Ázsia-játékok-győztes japán mellúszó. A 2004-es athéni és a 2008-as pekingi olimpián egyaránt megnyerte a 100 méter, illetve a 200 méter mellúszás döntőjét is.

## Sportpályafutása
1982. szeptember 22-én született Tokióban. Ötéves korában kezdett úszni és már fiatalon az olimpiai részvételt tűzte ki célul, példaképe a szörfös Hajasi Akira volt. Tíz évesen indult először korosztályos versenyeken. Már pályája elején a mellúszó számokra specializálódott, ekkor lett a Tokiói úszóklub tagja, ahol először dolgozott együtt Norimasa Hiraival, aki egész pályafutása során felügyelte a felkészülését.
Úszni rossz testtartása miatt kezdett. Ebből adódóan akadtak viták technikáját nézve is, például a 2004-es athéni olimpián, ahol többen azzal vádolták, hogy mellúszás közben is úgy tempózik a lábaival, ahogyan azt pillangóúszáskor szokták a sportolók. Végül a hivatalos óvás ellenére sem diszkvalifikálták a versenyből, bár az esetet követően a Nemzetközi Úszószövetség a 2005-ös világbajnokságtól kezdődően engedélyezte a láb mozgását a mellúszók esetében is.
A 2008-as olimpián 100 méteres mellúszásban és 200 méteres mellúszásban is aranyérmes lett, ezzel pedig megvédte négy évvel korábban szerzett elsőségeit. A 4 × 100 méteres vegyesváltó tagjaként bronzérmet is szerzett. Ő volt a japán delegáció zászlóvivője a záróünnepségen. Összesen négy aranyérmet, egy ezüstérmet és két bronzérmet nyert a 2004-es, a 2008-as és a 2012-es olimpián.
Pályafutása során egyik legnagyobb ellenfele az amerikai Brendan Hansen volt. Ők ketten nem csak a 2004-es olimpián, hanem a 2003-as és a 2005-ös úszó-világbajnokságon is szoros versenyt vívtak. Kitadzsima az előbbi világversenyen a 100 méteres, és a 200 méteres mellúszás döntőjében is győzött, mindkét alkalommal világrekordot úszva. Később ezeket a rekordjait 100 méteren előbb az orosz Dmitrij Komornyikov, majd mindkét távon Hansen is megdöntötte.
A 2012-es olimpián negyedik lett 200 méteres mellúszásban, míg a 100 méteres távon 5. helyen zárt. Kitadzsima 2016 áprilisában vonult vissza, miután nem tudta magát kvalifikálni ötödik olimpiájára, a riói játékokra.
Saját kontinensén hétszer nyert aranyérmet az Ázsia-játékokon és háromszor a Csendes-óceáni úszóbajnokságon. 

## Magánélete
2008-ban, az Oricon által kezdeményezett szavazáson hazájában a legnépszerűbb sportolónak választották. Ugyanebben az évben az „Athlete Image Assessment Survey” nevű cég felmérése nyomán a második legnépszerűbb sportoló Japánban.
A Nemzetközi Úszószövetség a 2000-es évek harmadik legjobb úszójának választotta Michael Phelps és Grant Hackett után.
A 2012-es londoni olimpia során 361 londoni metróállomás nevét megváltoztatták, és azok ideiglenesen a játékok történetének legjobb sportolóinak nevét viselték. Az egyik Kitadzsimáét.
A 2016-os riói olimpia záróünnepségén Abe Sinzó miniszterelnökkel közösen képviselte hazáját, mint a következő házigazda város, Tokió delegáltja.
Visszavonulása óta a szülővárosában évente megrendezett úszóbajnokság az ő nevét viseli.
Hazájában rendkívül népszerű, több nagy márka, így az arena, a SPEEDO és a Coca-Cola reklámarca is volt, szerepelt televíziós sorozatokban is, illetve a One Piece Film: Strong World című animációs filmben szinkronszerepe volt.
2018. június 22-én a Tokiói Úszószövetség alelnökévé választották.
2013-ban ismerte meg későbbi feleségét Chisát, a Girl Next Door (「女孩次世代」) nevű japán popformáció énekesét, akivel 2014. május 11-én született meg közös lányuk.

## Egyéni legjobbjai 50 méteres medencében
- 50 méter mell: 27,30 (2010. április 13.)
- 100 méter mell: 58,90 (2012. április 3.)
- 200 méter mell: 2:07,51 (2008. június 8.)